# Vesturland
Západní region (islandsky  ˈvɛstʏrˌlant) Vesturland je jednou z osmi tradičních oblastí Islandu, která se nachází na západním pobřeží ostrova. Hlavním městem regionu je Borgarnes, avšak největším městem je Akranes.